# Euphonia trinitatis
Eufónia-de-trinidade ou gaturamo-da-trindade (Euphonia trinitatis) é uma espécie de ave da família Fringillidae.
Pode ser encontrada nos seguintes países: Colômbia, Trinidad e Tobago e Venezuela.
Os seus habitats naturais são: florestas secas tropicais ou subtropicais , florestas subtropicais ou tropicais húmidas de baixa altitude e florestas secundárias altamente degradadas.